# Roxana Eminescu

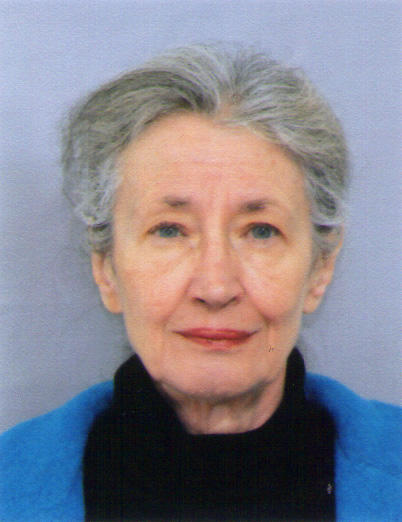
Roxana Eminescu, 2016

Roxana Eminescu (n. 15 februarie 1947, București, România) este o cercetătoare a istoriei literaturilor și civilizațiilor de limbă portugheză, critic literar, jurnalistă, profesoară și traducătoare română. Se pensionează de vârstă în 2014, după 20 de ani de profesorat în calitate de conferențiar la Universitatea din Brest, Franța.

## Scurtă biografie
Roxana Eminescu este fiica Yolandei Eminescu (1921-1998), juristă, specialistă în dreptul proprietății intelectuale, și a lui Ștefan Stătescu, medic oftalmolog și poet (d. 1989). Din 1966 își schimbă numele de familie din Stătescu în Eminescu, preluând numele de familie al mamei. Roxana Eminescu are un fiu, Ion Teodor Eminescu-Iacobescu.
După obținerea bacalaureatului la liceul Gheorghe Lazăr, intră la Universitatea București, unde obține diploma de licență în franceză în 1971. În același an urmează un curs de limbă și civilizație portugheză la Coimbra. În 1978 își susține teza de doctor în filologie romanică despre Fernando Pessoa (Fernando Pessoa, portughez universal), avându-l ca director științific pe academicianul Iorgu Iordan.  Este cercetătoare științifică la Academia de Științe Sociale și Politice, București, între 1971 și 1981 (la Institutul de Istoria Artei, secția teatru în perioada 1971-1975 și la Institutul de Istorie și Teorie Literară „G. Călinescu”, Secția teoria literaturii și literatură comparată în perioada 1975-1981).
A predat, în paralel, cursuri de limbă portugheză la Facultatea de Limbi Străine a Universității din București. În 1981 pleacă cu o bursă în Portugalia. A fost profesor invitat de Teoria literaturii și literatură comparată la Universitatea Nova din Lisabona și la o școală liceală privată (Instituto de Arte Decorativa e Design). Lucrează și în redacția ziarului O Tempo din același oraș timp de aproape trei ani.
Din 1984, din motive politice, ia calea exilului și se stabilește în Franța. Devine cetățeană franceză  ocupând posturi de secretară în diverse întreprinderi, precum și alte meserii pentru a putea trăi (vinde mașini de fotocopiat, lucrează la Renault etc.). Pe lângă cariera în învățământ, este cercetătoare la CREPAL, centrul de cercetare al lusofoniei de la Sorbona, Paris. Aici a făcut parte din redacțiile revistelor Esprit (fiind colegă cu Bujor Nedelcovici), L'Autre Journal și Encore. Se specializează în ariile romanului contemporan, teoriei literare a formelor scurte și a literaturii intime (gen epistolar, jurnal intim și memorii).

## Opera
- Preliminarii la o istorie a literaturii portugheze, București, Editura Univers, 1979;
- As coordenadas do romance português contemporâneo, Biblioteca Breve, Lisabona, 1983;
- Catalogue des traductions françaises d’auteurs portugais (littérature) - împreună cu Fatima Gil - Fundația Calouste Gulbenkian, Paris, 1994.
- Geneviève Hennet de Goutel, Écrits de guerre et d’amour, édition établie et présentée par Roxana Eminescu, L’Harmattan 2017.

### A tradus
- Casa mare din Romarigães de Aquilino Ribeiro
- Ploaie oblică, antologie din poezia lui Fernano Pessoa, Premiul de traducere al Uniunii Scriitorilor în 1980.